# 시드니 풋볼 스타디움 (2022년)
시드니 풋볼 스타디움(Sydney Football Stadium)은 오스트레일리아의 축구 경기장이다. 알리안츠(Allianz)가 경기장 스폰서 계약을 체결하면서 알리안츠 스타디움(Allianz Stadium)이라는 이름으로 바뀌었다. A리그 멘에 소속되어 있는 팀인 시드니 FC의 홈구장으로 사용되고 있다.